# 1.Fußball-Club Schweinfurt 05 1974-1975
Questa voce raccoglie le informazioni riguardanti il 1.Fußball-Club Schweinfurt 05 nelle competizioni ufficiali della stagione 1974-1975.

## Stagione
Nella stagione 1974-1975 il Schweinfurt, allenato da István Sztáni, concluse il campionato di 2. Bundesliga al 3º posto. In Coppa di Germania il Schweinfurt fu eliminato al primo turno dal Kaiserslautern.

## Rosa
| N. |                     | Ruolo | Calciatore         |
| -- | ------------------- | ----- | ------------------ |
|    | Germania (bandiera) | P     | Dietmar Diekmann   |
|    | Germania (bandiera) | P     | Wolfgang Dramsch   |
|    | Germania (bandiera) | D     | Rolf Lamprecht     |
|    | Germania (bandiera) | D     | Dieter Pöhnl       |
|    | Germania (bandiera) | D     | Paul Steinhäuser   |
|    | Germania (bandiera) | D     | Dieter Stosberg    |
|    | Germania (bandiera) | D     | Wolfram Thaumüller |
|    | Germania (bandiera) | C     | Harald Aumeier     |
|    | Germania (bandiera) | C     | Rainer Boden       |
|    | Germania (bandiera) | C     | Gert Brunnhuber    |

| N. |                     | Ruolo | Calciatore         |
| -- | ------------------- | ----- | ------------------ |
|    | Germania (bandiera) | C     | Hans-Peter Gerhard |
|    | Serbia (bandiera)   | C     | Rade Kalinic       |
|    | Germania (bandiera) | C     | Horst Raubold      |
|    | Germania (bandiera) | C     | Willi Rodekurth    |
|    | Germania (bandiera) | C     | Willi Steigerwald  |
|    | Germania (bandiera) | A     | Lothar Emmerich    |
|    | Germania (bandiera) | A     | Christian Rother   |
|    | Germania (bandiera) | A     | Werner Seubert     |
|    | Germania (bandiera) | A     | Rainer Skrotzki    |

## Organigramma societario
Area tecnica
- Allenatore: István Sztáni
- Allenatore in seconda:
- Preparatore dei portieri:
- Preparatori atletici:

## Calciomercato

### Sessione estiva
| Acquisti | Acquisti         | Acquisti | Acquisti |
| R.       | Nome             | da       | Modalità |
| -------- | ---------------- | -------- | -------- |
| A        | Lothar Emmerich  | Kärnten  |          |
| A        | Christian Rother | Bayreuth |          |
| A        | Werner Seubert   | Weiden   |          |

| Cessioni | Cessioni         | Cessioni          | Cessioni |
| R.       | Nome             | a                 | Modalità |
| -------- | ---------------- | ----------------- | -------- |
| A        | Klaus Ondera     | Wormatia Worms    |          |
| C        | Alfred Schwarzer | Kickers Stoccarda |          |

### Sessione invernale
| Acquisti | Acquisti | Acquisti | Acquisti |
| R.       | Nome     | da       | Modalità |
| -------- | -------- | -------- | -------- |

| Cessioni | Cessioni | Cessioni | Cessioni |
| R.       | Nome     | a        | Modalità |
| -------- | -------- | -------- | -------- |

## Risultati

### 2. Bundesliga

#### Girone di andata
| Arbitro: | Grether |

|                                                      |           |              |
| Frey 14’ Kubasik 33’ (rig.) Grimm 55’, 90’ Micic 74’ | Marcatori | 82’ Emmerich |

| Arbitro: | Engelhardt |

|                                 |           |  |
| Aumeier 13’ Emmerich 75’ (rig.) | Marcatori |  |

| Saarbrücken 18 agosto 1974, ore 15:00 CET 3ª giornata | Saarbrücken | 0 – 0 referto | Schweinfurt 05 | Ludwigsparkstadion (10 000 spett.)\| Arbitro: \| Hontheim \| |
| Arbitro:                                              | Hontheim    |               |                |                                                              |

| Arbitro: | Walesch |

|                                           |           |                        |
| Emmerich 14’ Aumeier 30’, 79’ Seubert 84’ | Marcatori | 51’ Vöhringer 56’ Fink |

| Arbitro: | Huster |

|           |           |             |
| Laube 87’ | Marcatori | 10’ Seubert |

| Arbitro: | Eichhorn |

|                                            |           |            |
| Seubert 40’, 74’ Emmerich 84’ Skrotzki 89’ | Marcatori | 81’ Mattes |

| Arbitro: | Ross |

|  |           |              |
|  | Marcatori | 38’ Emmerich |

| Arbitro: | Langhans |

|              |           |           |
| Skrotzki 18’ | Marcatori | 13’ Brand |

| Arbitro: | Sinnewe |

|          |           |                          |
| Klier 5’ | Marcatori | 43’ Emmerich 79’ Aumeier |

| Arbitro: | Kollmann |

|  |           |             |
|  | Marcatori | 43’ Aumeier |

| Arbitro: | Möckel |

|           |           |  |
| Pöhnl 40’ | Marcatori |  |

| Arbitro: | Pfleiderer |

|                           |           |          |
| Skrotzki 31’ Emmerich 35’ | Marcatori | 63’ Kauf |

| Arbitro: | Haselberger |

|                                                         |           |  |
| Fuchs 18’, 35’ Gutzeit 30’, 65’ Hoffmann 44’ Berger 63’ | Marcatori |  |

| Arbitro: | Steigele |

|                               |           |           |
| Aumeier 47’, 75’ Stosberg 73’ | Marcatori | 3’ Erhart |

| Arbitro: | Quindeau |

|                                  |           |  |
| Dürrschmidt 20’ Stark 28’ (rig.) | Marcatori |  |

| Arbitro: | Berner |

|                                               |           |               |
| Skrotzki 19’ Rother 45’ Aumeier 82’ Boden 86’ | Marcatori | 42’ Lindemann |

| Neunkirchen 30 novembre 1974, ore 15:00 CET 17ª giornata | Borussia Neunkirchen | 0 – 0 referto | Schweinfurt 05 | Ellenfeldstadion (3 500 spett.)\| Arbitro: \| Nickel \| |
| Arbitro:                                                 | Nickel               |               |                |                                                         |

| Arbitro: | Messmer |

|                                           |           |                       |
| Emmerich 21’ (rig.) Seubert 32’, 35’, 84’ | Marcatori | 20’, 43’, 87’ Dussier |

| Arbitro: | Luca |

|                                                         |           |             |
| Schrodt 56’ Böhni 68’ Martin 70’ Duttenhofer 87’ (rig.) | Marcatori | 54’ Seubert |

#### Girone di ritorno
| Arbitro: | Boos |

|                          |           |               |
| Skrotzki 15’ Seubert 88’ | Marcatori | 21’, 73’ Mall |

| Arbitro: | Dellwing |

|                                    |           |  |
| Diener 9’, 74’ Müller 61’ Lenz 79’ | Marcatori |  |

| Arbitro: | Tschenscher |

|             |           |            |
| Seubert 50’ | Marcatori | 74’ Fazlić |

| Arbitro: | Hontheim |

|  |           |                       |
|  | Marcatori | 37’ Seubert 68’ Boden |

| Schweinfurt 22 febbraio 1975, ore 15:00 CET 24ª giornata | Schweinfurt 05 | 0 – 0 referto | Wormatia Worms | Sachs-Stadion (6 500 spett.)\| Arbitro: \| Gaus \| |
| Arbitro:                                                 | Gaus           |               |                |                                                    |

| Arbitro: | Grether |

|              |           |              |
| Detterer 40’ | Marcatori | 12’ Emmerich |

| Schweinfurt 8 marzo 1975, ore 15:00 CET 26ª giornata | Schweinfurt 05 | 0 – 0 referto | Fürth | Sachs-Stadion (8 500 spett.)\| Arbitro: \| Scheffner \| |
| Arbitro:                                             | Scheffner      |               |       |                                                         |

| Arbitro: | Ross |

|            |           |                                        |
| Breuer 35’ | Marcatori | 47’, 73’ Boden 67’ Seubert 74’ Aumeier |

| Schweinfurt 23 marzo 1975, ore 15:00 CET 28ª giornata | Schweinfurt 05 | 0 – 0 referto | Magonza | Sachs-Stadion (7 000 spett.)\| Arbitro: \| Eichhorn \| |
| Arbitro:                                              | Eichhorn       |               |         |                                                        |

| Arbitro: | Schmoock |

|                                     |           |                             |
| Rother 13’ Skrotzki 24’ Seubert 87’ | Marcatori | 19’ (rig.) Haug 74’ Frommer |

| Arbitro: | Kettenbach |

|                                                          |           |  |
| Nüssing 15’ Rodekurth 22’ (aut.) Sturz 26’ Meininger 55’ | Marcatori |  |

| Arbitro: | Haselberger |

|                    |           |                               |
| Metzger 90’ (rig.) | Marcatori | 45’, 52’ Aumeier 57’ Emmerich |

| Arbitro: | Aldinger |

|                              |           |  |
| Emmerich 8’ Seubert 66’, 69’ | Marcatori |  |

| Arbitro: | Schröder |

|                                             |           |            |
| Krauth 22’ Beichle 32’ Seiler 60’ Michl 80’ | Marcatori | 1’ Aumeier |

| Arbitro: | Huster |

|                         |           |                                    |
| Seubert 9’ Emmerich 82’ | Marcatori | 25’ Schuster 56’ Achatz 61’ Werner |

| Arbitro: | Quindeau |

|                              |           |              |
| Künkel 65’, 70’ Bechtold 87’ | Marcatori | 29’ Emmerich |

| Arbitro: | Kammann |

|                                          |           |             |
| Rother 11’ Emmerich 18’, 72’ Aumeier 24’ | Marcatori | 44’ Schmidt |

| Arbitro: | Dittmer |

|                                        |           |                                                          |
| Werthmüller 52’ Warken 61’ Weschke 63’ | Marcatori | 7’ Brunnhuber 16’ Aumeier 44’ (rig.) Emmerich 67’ Rother |

| Arbitro: | Dellwing |

|                             |           |  |
| Aumeier 61’ Steigerwald 81’ | Marcatori |  |

### Coppa di Germania
| Arbitro: | Schröder |

|                                       |           |                                                        |
| Skrotzki 19’ Emmerich 25’ (rig.), 33’ | Marcatori | 63’ Schwager 69’ (rig.), 76’ (rig.) Riedl 86’ Sandberg |

## Statistiche

### Statistiche di squadra
| Competizione      | Punti | In casa | In casa | In casa | In casa | In casa | In casa | In trasferta | In trasferta | In trasferta | In trasferta | In trasferta | In trasferta | Totale | Totale | Totale | Totale | Totale | Totale | DR |
| Competizione      | Punti | G       | V       | N       | P       | Gf      | Gs      | G            | V            | N            | P            | Gf           | Gs           | G      | V      | N      | P      | Gf     | Gs     | DR |
| ----------------- | ----- | ------- | ------- | ------- | ------- | ------- | ------- | ------------ | ------------ | ------------ | ------------ | ------------ | ------------ | ------ | ------ | ------ | ------ | ------ | ------ | -- |
| 2. Bundesliga     | 48    | 19      | 12      | 6       | 1       | 42      | 19      | 19           | 7            | 4            | 8            | 23           | 40           | 38     | 19     | 10     | 9      | 65     | 59     | +6 |
| Coppa di Germania | -     | 1       | 0       | 0       | 1       | 3       | 4       | 0            | 0            | 0            | 0            | 0            | 0            | 1      | 0      | 0      | 1      | 3      | 4      | -1 |
| Totale            | 48    | 20      | 12      | 6       | 2       | 45      | 23      | 19           | 7            | 4            | 8            | 23           | 40           | 39     | 19     | 10     | 10     | 68     | 63     | +5 |

### Andamento in campionato
| Giornata  | 1  | 2  | 3  | 4 | 5 | 6 | 7 | 8 | 9 | 10 | 11 | 12 | 13 | 14 | 15 | 16 | 17 | 18 | 19 | 20 | 21 | 22 | 23 | 24 | 25 | 26 | 27 | 28 | 29 | 30 | 31 | 32 | 33 | 34 | 35 | 36 | 37 | 38 |
| --------- | -- | -- | -- | - | - | - | - | - | - | -- | -- | -- | -- | -- | -- | -- | -- | -- | -- | -- | -- | -- | -- | -- | -- | -- | -- | -- | -- | -- | -- | -- | -- | -- | -- | -- | -- | -- |
| Luogo     | T  | C  | T  | C | T | C | T | C | T | T  | C  | C  | T  | C  | T  | C  | T  | C  | T  | C  | T  | C  | T  | C  | T  | C  | T  | C  | C  | T  | T  | C  | T  | C  | T  | C  | T  | C  |
| Risultato | P  | V  | N  | V | N | V | V | N | V | V  | V  | V  | P  | V  | P  | V  | N  | V  | P  | N  | P  | N  | V  | N  | N  | N  | V  | N  | V  | P  | V  | V  | P  | P  | P  | V  | V  | V  |
| Posizione | 20 | 14 | 12 | 9 | 9 | 6 | 5 | 7 | 5 | 2  | 2  | 2  | 4  | 3  | 4  | 2  | 3  | 3  | 3  | 2  | 3  | 4  | 2  | 3  | 3  | 4  | 3  | 3  | 3  | 3  | 3  | 2  | 3  | 4  | 5  | 5  | 4  | 3  |

Legenda:

Luogo: C = Casa; T = Trasferta. Risultato: V = Vittoria; N = Pareggio; P = Sconfitta.

### Statistiche dei giocatori
| Giocatore      | 2. Bundesliga | 2. Bundesliga | 2. Bundesliga | 2. Bundesliga | Coppa di Germania | Coppa di Germania | Coppa di Germania | Coppa di Germania | Totale   | Totale | Totale      | Totale     |
| Giocatore      | Presenze      | Reti          | Ammonizioni   | Espulsioni    | Presenze          | Reti              | Ammonizioni       | Espulsioni        | Presenze | Reti   | Ammonizioni | Espulsioni |
| -------------- | ------------- | ------------- | ------------- | ------------- | ----------------- | ----------------- | ----------------- | ----------------- | -------- | ------ | ----------- | ---------- |
| H. Aumeier     | 36            | 15            | 5             | 0             | 1                 | 0                 | 0                 | 0                 | 37       | 15     | 5           | 0          |
| R. Boden       | 23            | 4             | 0             | 0             | 1                 | 0                 | 0                 | 0                 | 24       | 4      | 0           | 0          |
| G. Brunnhuber  | 37            | 1             | 0             | 0             | 1                 | 0                 | 0                 | 0                 | 38       | 1      | 0           | 0          |
| D. Diekmann    | 1             | 0             | 0             | 0             | 0                 | 0                 | 0                 | 0                 | 1        | 0      | 0           | 0          |
| W. Dramsch     | 38            | 0             | 0             | 0             | 1                 | 0                 | 0                 | 0                 | 39       | 0      | 0           | 0          |
| L. Emmerich    | 30            | 16            | 4             | 0             | 1                 | 2                 | 0                 | 0                 | 31       | 18     | 4           | 0          |
| H. Gerhard     | 9             | 0             | 0             | 0             | 0                 | 0                 | 0                 | 0                 | 9        | 0      | 0           | 0          |
| R. Kalinic     | 8             | 0             | 0             | 0             | 0                 | 0                 | 0                 | 0                 | 8        | 0      | 0           | 0          |
| R. Lamprecht   | 0             | 0             | 0             | 0             | 0                 | 0                 | 0                 | 0                 | 0        | 0      | 0           | 0          |
| D. Pöhnl       | 38            | 1             | 2             | 0             | 0                 | 0                 | 0                 | 0                 | 38       | 1      | 2           | 0          |
| H. Raubold     | 36            | 0             | 1             | 0             | 1                 | 0                 | 0                 | 0                 | 37       | 0      | 1           | 0          |
| W. Rodekurth   | 32            | 0             | 3             | 0             | 1                 | 0                 | 0                 | 0                 | 33       | 0      | 3           | 0          |
| C. Rother      | 29            | 4             | 1             | 0             | 1                 | 0                 | 0                 | 0                 | 30       | 4      | 1           | 0          |
| W. Seubert     | 28            | 16            | 0             | 0             | 1                 | 0                 | 0                 | 0                 | 29       | 16     | 0           | 0          |
| R. Skrotzki    | 28            | 6             | 1             | 0             | 1                 | 1                 | 0                 | 0                 | 29       | 7      | 1           | 0          |
| W. Steigerwald | 16            | 1             | 2             | 0             | 0                 | 0                 | 0                 | 0                 | 16       | 1      | 2           | 0          |
| P. Steinhäuser | 3             | 0             | 0             | 0             | 0                 | 0                 | 0                 | 0                 | 3        | 0      | 0           | 0          |
| D. Stosberg    | 34            | 1             | 5             | 0             | 1                 | 0                 | 0                 | 0                 | 35       | 1      | 5           | 0          |
| W. Thaumüller  | 38            | 0             | 2             | 0             | 1                 | 0                 | 0                 | 0                 | 39       | 0      | 2           | 0          |